# Barnett
Barnett és una població dels Estats Units a l'estat de Missouri. Segons el cens del 2000 tenia 207 habitants.

## Demografia
Segons el cens del 2000, Barnett tenia 207 habitants, 78 habitatges, i 52 famílies. La densitat de població era de 296 habitants per km².
Dels 78 habitatges en un 37,2% hi vivien nens de menys de 18 anys, en un 46,2% hi vivien parelles casades, en un 10,3% dones solteres, i en un 33,3% no eren unitats familiars. En el 29,5% dels habitatges hi vivien persones soles l'11,5% de les quals corresponia a persones de 65 anys o més que vivien soles. El nombre mitjà de persones vivint en cada habitatge era de 2,65 i el nombre mitjà de persones que vivien en cada família era de 3,12.
Per edats la població es repartia de la següent manera: un 28,5% tenia menys de 18 anys, un 9,7% entre 18 i 24, un 26,1% entre 25 i 44, un 22,7% de 45 a 60 i un 13% 65 anys o més.
L'edat mediana era de 32 anys. Per cada 100 dones de 18 o més anys hi havia 89,7 homes.
La renda mediana per habitatge era de 26.023 $ i la renda mediana per família de 28.750 $. Els homes tenien una renda mediana de 21.250 $ mentre que les dones 23.214 $. La renda per capita de la població era d'11.499 $. Entorn del 7,7% de les famílies i el 12,7% de la població estaven per davall del llindar de pobresa.

## Poblacions més properes
El següent diagrama mostra les poblacions més properes.